# Dyskografia Jaya Seana
Dyskografia brytyjskiego wokalisty Jaya Seana.

## Albumy
| Rok  | Tytuł                                                                                      | Pozycja w notowaniu | Pozycja w notowaniu | Sprzedaż i certyfikaty                                   |
| Rok  | Tytuł                                                                                      | Wielka Brytania     | Stany Zjednoczone   | Sprzedaż i certyfikaty                                   |
| ---- | ------------------------------------------------------------------------------------------ | ------------------- | ------------------- | -------------------------------------------------------- |
| 2004 | Me Against Myself - Pierwszy album studyjny - Formaty: CD                                  | 29                  | -                   | - Srebro, 100.000+ - 5x Platyna, 2.000.000+ - 2.300.000+ |
| 2008 | My Own Way - Drugi album studyjny - Formaty: CD - Reedycja: My Own Way: The Deluxe Edition | 6                   | -                   | - Platyna 300.000+ - 350.000+                            |
| 2009 | All or Nothing - Trzeci album studyjny - Formaty: CD                                       | 62                  | 37                  | - 130.000+                                               |
| 2011 | Hit the Lights - Pierwszy album kompilacyjny - Formaty: CD, digital download               | 49                  | 79                  | - Srebro, 100.000+                                       |
| 2013 | Neon - Czwarty album studyjny - Formaty:CD, digital download                               | 105                 | 116                 |                                                          |

## Single
| Rok                    | Singel                                      | Pozycja w notowaniu | Pozycja w notowaniu | Pozycja w notowaniu | Pozycja w notowaniu | Pozycja w notowaniu | Pozycja w notowaniu | Pozycja w notowaniu | Pozycja w notowaniu | Pozycja w notowaniu | Pozycja w notowaniu | Pozycja w notowaniu | Pozycja w notowaniu | Pozycja w notowaniu | Pozycja w notowaniu | Pozycja w notowaniu | Pozycja w notowaniu | Pozycja w notowaniu | Album                                      |
| Rok                    | Singel                                      | Wielka Brytania     | Unia Europejska     | Polska              | Holandia            | Portugalia          | Rumunia             | Bułgaria            | Turcja              | Norwegia            | Stany Zjednoczone   | Kanada              | Nowa Zelandia       | Niemcy              | Szwecja             | Austria             | Szwajcaria          | Dania               | Album                                      |
| ---------------------- | ------------------------------------------- | ------------------- | ------------------- | ------------------- | ------------------- | ------------------- | ------------------- | ------------------- | ------------------- | ------------------- | ------------------- | ------------------- | ------------------- | ------------------- | ------------------- | ------------------- | ------------------- | ------------------- | ------------------------------------------ |
| 2003                   | "Dance with You (Nachna Tere Naal)"         | 12                  | –                   | –                   | 2                   | –                   | –                   | –                   | –                   | –                   | –                   | –                   | –                   | –                   | –                   | –                   | –                   | –                   | Me Against Myself                          |
| 2004                   | "Eyes On You"                               | 6                   | 22                  | –                   | 18                  | –                   | 19                  | –                   | –                   | –                   | –                   | –                   | –                   | –                   | –                   | –                   | –                   | –                   | Me Against Myself                          |
| 2004                   | "Stolen"                                    | 4                   | 27                  | –                   | –                   | –                   | –                   | –                   | –                   | –                   | –                   | –                   | –                   | –                   | –                   | –                   | –                   |                     | Me Against Myself                          |
| 2008                   | "Ride It"                                   | 11                  | 26                  | 3                   | –                   | 6                   | 1                   | 23                  | 1                   | –                   | –                   | –                   | –                   | –                   | –                   | –                   | –                   | –                   | My Own Way i My Own Way The Deluxe Edition |
| 2008                   | "Maybe"                                     | 19                  | 84                  | 45                  | –                   | 22                  | –                   | –                   | 21                  | –                   | –                   | –                   | –                   | –                   | –                   | –                   | –                   | –                   | My Own Way i My Own Way The Deluxe Edition |
| 2008                   | "Stay"                                      | 59                  | 269                 | –                   | –                   | 18                  | –                   | –                   | 23                  | –                   | –                   | –                   | –                   | –                   | –                   | –                   | –                   | –                   | My Own Way i My Own Way The Deluxe Edition |
| 2009                   | "Tonight"                                   | 23                  | 59                  | 11                  | –                   | –                   | 13                  | –                   | 18                  | –                   | –                   | –                   | –                   | –                   | –                   | –                   | –                   | –                   | My Own Way i My Own Way The Deluxe Edition |
| 2009                   | "Down" feat. Lil' Wayne                     | 3                   | 30                  | 29                  | 17                  | 42                  | –                   | 5                   | 1                   | 5                   | 1                   | 3                   | 2                   | 9                   | 25                  | 8                   | 8                   | 7                   | All or Nothing                             |
| 2009                   | "Do You Remember" feat. Sean P & Lil Jon    | 15                  | 129                 | –                   | –                   | 46                  | –                   | –                   | –                   | –                   | 10                  | 11                  | 11                  | –                   | –                   | –                   | –                   | –                   | All or Nothing                             |
| 2010                   | "2012 (It Ain't the End)" feat. Nicki Minaj | 9                   | –                   | –                   | –                   | –                   | –                   | –                   | –                   | –                   | 31                  | 23                  | 9                   | –                   | –                   | –                   | –                   | –                   | Hit the Lights                             |
| 2011                   | "Hit the Lights" feat. Lil Wayne            | 67                  | –                   | –                   | –                   | –                   | –                   | –                   | –                   | –                   | 18                  | 68                  | 18                  | 62                  | –                   | –                   | –                   | –                   | Hit the Lights                             |
| 2011                   | "Like This, Like That" feat. Birdman        | –                   | –                   | –                   | –                   | –                   | –                   | –                   | –                   | –                   | –                   | –                   | –                   | –                   | –                   | –                   | –                   | –                   | Hit the Lights                             |
| 2011                   | "Where Do We Go"                            | –                   | –                   | –                   | –                   | –                   | –                   | –                   | –                   | –                   | –                   | –                   | –                   | –                   | –                   | –                   | –                   | –                   | The Mistress                               |
| 2012                   | "I'm All Yours" feat. Pitbull               | –                   | –                   | –                   | –                   | –                   | 41                  | –                   | –                   | –                   | 85                  | 53                  | 22                  | 40                  | –                   | 57                  | –                   | –                   | Neon                                       |
| 2012                   | "So High"                                   | –                   | –                   | –                   | –                   | –                   | –                   | –                   | –                   | –                   | –                   | –                   | –                   | 100                 | –                   | –                   | –                   |                     | Neon                                       |
| 2013                   | "Where You Are"                             | –                   | –                   | –                   | –                   | –                   | –                   | –                   | –                   | –                   | –                   | –                   | –                   | –                   | –                   | –                   | –                   | –                   | Neon                                       |
| 2013                   | "Mars" feat. Rick Ross                      | –                   | –                   | –                   | –                   | –                   | –                   | –                   | –                   | –                   | –                   | –                   | –                   | –                   | –                   | –                   | –                   | –                   | Neon                                       |
| 2016                   | "Make My Love Go feat. Sean Paul            | 47                  | –                   | 79                  | 14                  | –                   | –                   | –                   | –                   | –                   | –                   | –                   | –                   | 22                  | 78                  | 52                  | 48                  | –                   | –                                          |
| 2017                   | "Do You Love Me"                            | –                   | –                   | –                   | –                   | –                   | –                   | –                   | –                   | –                   | –                   | –                   | –                   | –                   | –                   | –                   | –                   | –                   | –                                          |
| Inne notowane piosenki |                                             |                     |                     |                     |                     |                     |                     |                     |                     |                     |                     |                     |                     |                     |                     |                     |                     |                     |                                            |
| 2009                   | "I Won't Tell"                              | –                   | –                   | 57                  | –                   | –                   | –                   | –                   | –                   | –                   | –                   | –                   | –                   | –                   | –                   | –                   | –                   | –                   | My Own Way                                 |

## Gościnne występy
- 2005: "Dil Mera (One Night)" (Rishi Rich, Juggy D, Veronica Mehta & Jay Sean)
- 2006: "Push It Up (Aaja Kuriye)" (Rishi Rich feat. Juggy D & Jay Sean)
- 2007: "Deal With It" (Corbin Bleu & Jay Sean)
- 2007: "Murder" (Thara & Jay Sean)
- 2009: "Writen On Her" (Birdman feat. Jay Sean)
- 2009: "Lush" (Skepta feat. Jay Sean)
- 2009: "Juliette" (SHINee & Jay Sean)
- 2009: "Cash Money Heroes" (Birdman, Lil Wayne,Kevin Rudolf & Jay Sean)
- 2010: "Each Fear" (Mary J. Blige & Jay Sean)
- 2011: "What Happened to Us" (Jessica Mauboy & Jay Sean)
- 2011: "Every Little Part of Me" (Alesha Dixon & Jay Sean)
- 2012: "Bebé Bonita" (Chino & Nacho & Jay Sean)
- 2013: "Back to Love" (DJ Pauly D & Jay Sean)
- 2014: "Wild Horses" (Antonia & Jay Sean)
- 2015: "When You Feel This" (Stafford Brothers feat. Rick Ross & Jay Sean)
- 2015: "Freak" (Rishi Rich feat. Juggy D & Jay Sean)
- 2016: "Weekend Love" (DJ Antoine & Jay Sean)
- 2016: "Thingking About You" (Hardwell & Jay Sean)